# Carmel Valley Village (Californie)
Carmel Valley Village est une census-designated place du comté de Monterey, dans l'État de Californie, aux États-Unis,. En 2020, elle compte une population de 4 524 habitants.